# Massa Marittima
Massa Marittima település Olaszországban, Toszkána régióban, Grosseto megyében. Lakosainak száma 8139 fő (2023. január 1.). Massa Marittima Gavorrano, Montieri, Scarlino, Suvereto, Follonica, Monterotondo Marittimo és Roccastrada községekkel határos.

## Népesség
A település lakossága az elmúlt években az alábbi módon változott:
| Lakosok száma | 8331 | 8286 | 8139 |
|               | 2017 | 2018 | 2023 |